# Чаренц, Егише
Егише́ Чаре́нц (арм. Եղիշե Չարենց, настоящее имя — Егише́ Абга́рович Согомоня́н; 25 марта 1897, Карс, Российская империя (ныне в Турции) — 27 ноября 1937, Ереван) — армянский поэт, прозаик и переводчик. Классик армянской литературы. Один из авторов «Декларации трёх».
Великий литературный деятель, апостол армянской действительности, живущей чаяниями своего народа и страдающий за его судьбу.

## Биография
- В 1897 году 13 марта в Карсе, в семье продавца ковров Абгара Согомоняна родился Егише Согомонян — будущий поэт Егише Чаренц. Родители были родом из города Маку, Ирана. Позже они перебираются из Маку в Эрзрум, а затем — в Карс, где и рождается будущий поэт.
- С 1907 по 1912 год — В Карсе получал начальное образование в частной армянской школе Акопа Джамбазяна, затем учебу продолжил в Реальном русском училище Карса.
- С 1912 по 1915 занимался самообразованием.
- В 1912 году в городе Тбилиси в альманахе ''Юноша'' в свет выходит стихотворение ''Цветы склоняются скромно под колыбелью ветра...''
- В 1914 году под литературным псевдонимом ''Чаренц'' печатается первый сборник сочинений — ''Три песни печально-бледной девушки'', посвященный первой юношеской любви автора Астхик Хондахчян.
- В 1915 году — вступил в одну из армянских добровольческих групп, воевавших на Кавказском фронте Первой мировой войны, дошёл до города Вана.
- Осень 1916 год — отправился в Москву и поступил в Народный университет имени А. Л. Шанявского.
- В 1916 году в Москве и Тифлисе выходят сборники "Дантова легенда'', ''Огненная земля'', ''Видение смерти''
- Февраль 1917 год — со студентами университета участвовал в освобождении политзаключённых из Бутырской тюрьмы.
- В 1917 году завершает серию «Лирические баллады»
- В 1917 году в Москве напечатали сборник стихов «Радуга» и поэмы «Ваагн» и «Аттила»
- В 1918 году в городе Тифлис напечатали поэмы «Сома» и «Неистовые толпы».
- 1918 год — вступил в ряды Красной армии.
- В 1918–1919 году, Ереван — Москва, завершает серию «Горящие пожары»
- 1919 — возвратился в Ереван и некоторое время работал учителем.
- 1920 — участвовал в майском восстании коммунистов против дашнакского правительства. С конца года и по май 1921 г. являлся заведующим отделом искусства в Наркомате просвещения.
- Учился на литературно-художественном отделении 1-го МГУ.
- 1920 год — новый сборник «Уличная кокетка»
- 1921 год — сборники «Ваш эмалевый профиль», ''Тагаран'', сборник триолетов "Восьмерки солнцу''
- В 1922 году в Москве издается двухтомный сборник стихов.
- В 1923 году выдающаяся известная картина Мартирос Сарьяна "Портрет поэта'' В начале 1937 года органами НКВД Армении было принято решение — изъять из музеев и сжечь 12 портретов «врагов народа» из числа видных государственных деятелей и представителей интеллигенции. Чекистам удалось предать огню 11 работ. 12-я пропала. С риском для жизни «Портрет поэта Егише Чаренца» спасли музейные работники, надёжно спрятав его[1].
- С 1923 по 1937 год переводит многочисленные произведения русских классиков, а также западноевропейских авторов.
- С 1924 по 1925 год совершает путешествие: посещает Турцию, Италию, Грецию, Германию, Францию.
- В 1925 году несколько армянских писателей совместно создают «Октябрь», (впоследствии «Ноябрь») литературный союз, который возглавляет Чаренц.
- В 1926 году отдельной книгой в свет выходит поэма «Страна Наири»
- В 1927 году в Тифлисе публикуется проза «Воспоминание из исправительного дома Еревана».
- В 1929 году напечатали поэма «Бригадир (Лидер) Шаварш»
- С 1928 года по 1935 год- Чаренц заведующий художественным отделом Армгосиздата и главный редактор. Чаренц со всей щепетильностью подходил к изданию каждой книги.
- В 1930 году в свет выходит сборник «Эпический рассвет»
- В 1932 году к 20-летию деятельности Чаренца издается сборник «Еркер».
- В 1934 году — делегат от Армянской ССР на Первом съезде писателей СССР.
- Еще с конца 20-х годов поэт по любому поводу подвергался критике. Зависть и клевета окружающих его посредственностей отравляли ему жизнь, создавая невыносимые условия для работы и творчества. «Одно все это, – напишет в будущем поэт, — невинные мелочи по сравнению с тем, что будет делаться по отношению ко мне после выхода в свет «Книги пути».
- 1933–34 годы — последняя книга Чаренца — «Книга пути». Художественное оформление книги провел Акоб Коджоян. В 1933 году тираж книги запрещается. Одобренная народом интермедиа Ахилл и Пьеро классифицируется как антиреволюционное произведение против Сталина. А актуальное во все времена стихотворение Завет, в котором вторыми буквами конечной строки читаем: «О армянский народ, твое единственное спасение — в твоей собирательной силе» — как националистическое. На следующий год книга переиздается без интермедии.
- Сентябрь 1936 — взят НКВД СССР под домашний арест и обвинён в контрреволюции, национализме, троцкизме и терроризме.
- 27 июля 1937 года арестован. После физического и психологического насилия в тюремном изоляторе был переведен в больницу тюрьмы, где и скончался 27-го ноября в возрасте сорока лет, став жертвой сталинских репрессий. Местонахождение могилы поэта до сих пор точно неизвестно.
- 11 марта 1954 г. в выступлении в Ереване Анастас Микоян призвал к реабилитации Чаренца. Он посмертно был реабилитирован 25 мая 1955 года[2].

### Личная жизнь
В двадцать два года несколько месяцев работает учителем в одной из маленьких деревень Карса, а по приезде Ереван занимает должность начальника отдела искусства. Затем работает в школе для больных детей при Американском доме для сирот в Ереване, где сближается с Арпеник Тер-Аствацатрян, Позже они поженятся. После шести лет совместной жизни, 1927-г в возрасте двадцати семи лет умирает Арпеник, причинив поэту неизгладимую боль. В 1931 г. Чаренц женился второй раз на Изабелле Ниазян (Изабелла Чаренц). Через год родилась старшая дочь Арпеник, а в 1935-м — Анаит. За четыре дня до смерти Чаренца была арестована и жена, Изабелла, а затем сослана на пять лет в Казахстан. Осиротели их две дочери — двухлетняя Анаит и пятилетняя Арпеник. Анаит вырастила мать Изабеллы, а Арпеник побывала в четырёх детских домах. Изабелле удается вернуться окончательно 30 лет спустя, а по возвращении она умирает в больнице.
Арпеник Чаренц родила двух сыновей — Егише и Армена, а Анаит (которая стала литературоведом) в браке с геологом Арамом Базяном родила двух дочек — Асмик и Гоар. Гоар работает в доме-музее Егише Чаренца.
Чаренц, восхищаясь культурой народов Востока, проявлял интерес к буддизму.

## Творчество
Автор сатирического романа «Страна Наири», поэм «Дантова Легенда», «Неистовые толпы».
Восемнадцатилетний Чаренц в тайне от родителей записывается в добровольческий отряд и участвует в освободительной борьбе Западной Армении. Он видит горящие дома и села, порубленные тела. Сам он чудом спасается от смерти. На основе дневниковых записей, глазами очевидца он пишет поэму «Дантова легенда». Это одно из первых письменных свидетельство о Великой резне армян.
В 1921-м году Карс передается туркам. Чаренц моментально реагирует на столь болезненное для армянского народа и его самого событие — пишет «роман-поэму» Страна Наири, описывая падение Карса и его жителей. Все описанные им жители имеют прототипы. Роман этот не только образец высокой художественности, но и летопись трагических событий того времени. Иллюстрацию книги сделал Мартирос Сарьян.
Кроме стихов, его перу принадлежат переводы на армянский язык произведений А. С. Пушкина, В. В. Маяковского, И. В. Гёте, Э. Верхарна, У. Уитмена, М. Горького, а также статьи о великих литературных деятелях и современниках: О. Туманяне, А. Исаакяне, В. Терьяне, М. Горьком, о современной ему поэзии.

## Память
- В 1975 году в Ереване (проспект Маштоца, 17) был открыт дом-музей Егише Чаренца в квартире, которую семья Чаренца получила в 1935 году.
- Его именем назван город в Армении на р. Раздан — Чаренцаван (до 1967 года — Лусаван).
- В Ереване ему установлен памятник, его именем названы улица, школа № 67, Государственный музей литературы и искусства Армении.
- Школа № 12 им. Егише Чаренца в г. Ванадзор.
- Портрет изображён на армянской купюре в 1000 драм.
- Портрет изображён на юбилейной армянской монете в 100 драм 1997 года[3].
- Прошянский коньячный завод в 2000-е годы выпустил серию коньяков «Чаренц» 10-и, 20-и и 30-летней выдержки в роскошно оформленных декантерах и подарочных футлярах в виде книги.
- Дом, в котором жил поэт в г. Майкопе (Республика Адыгея), охраняется как исторический памятник (Код памятника: 100018000. г. Майкоп, Адрес: Крестьянская ул., 248)[источник не указан 2541 день].
- В СССР и Армении были выпущены почтовые марки, посвящённые Чаренцу.
- Русский советский поэт Е. Евтушенко описал открытие памятника Чаренцу в своём стихотворении «В Чаренцаване» (1978).
- (французский) Серж Вентурини, «Чаренц», Париж, Издательство Харматан 2018. ISBN 9782343158617.
- (французский) Серж Вентурини, Егише Чаренц — наш современник следует перевод поэма «Неистовые толпы»
- В 1957 году установлена Арка Чаренца на смотровой площадке на гору Арарат и долину.

На почтовых марках
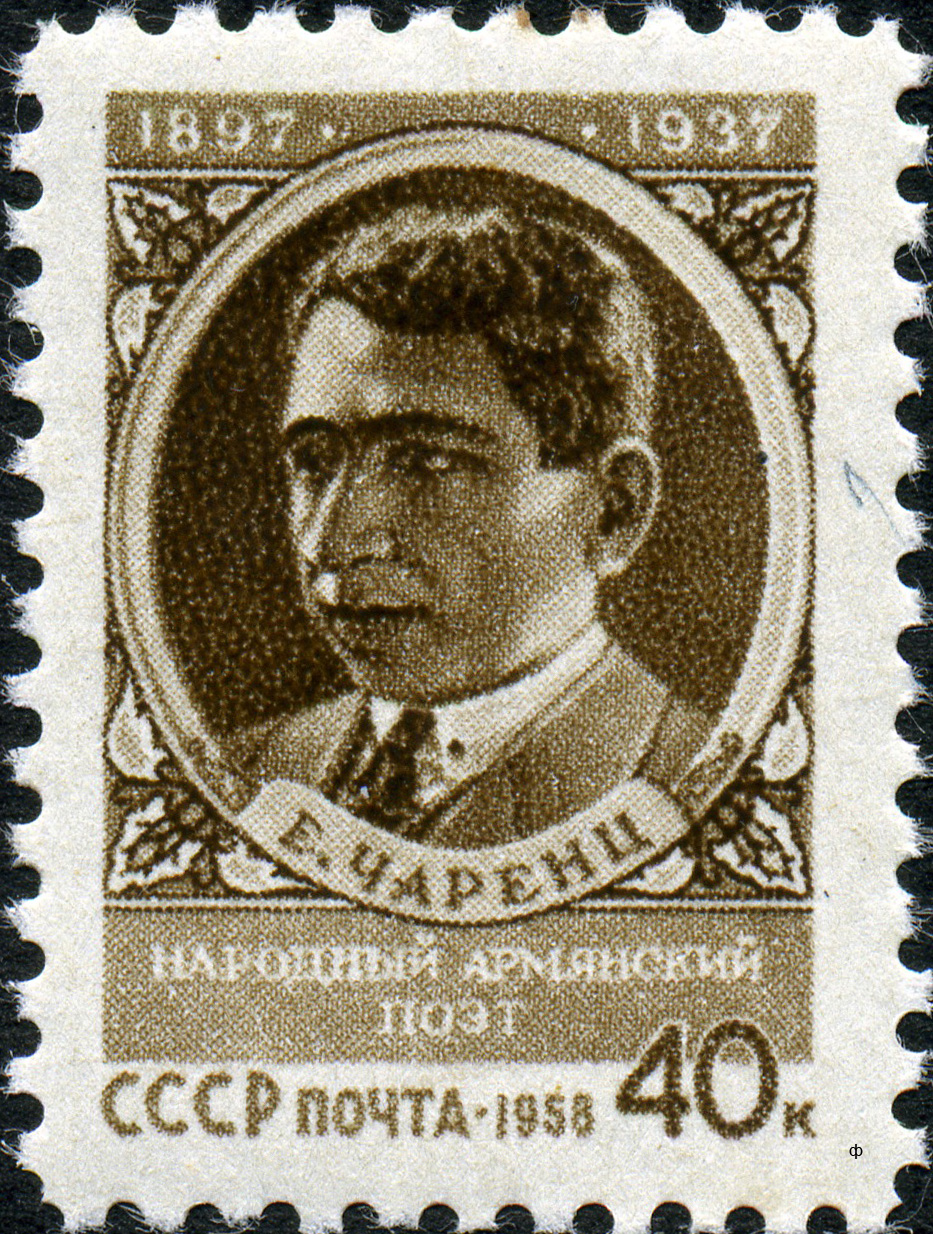
Почтовая марка СССР, 1958 год
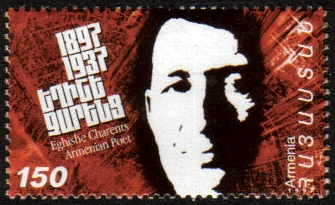
Почтовая марка Армении, 1997 год